# Llan (topònim)

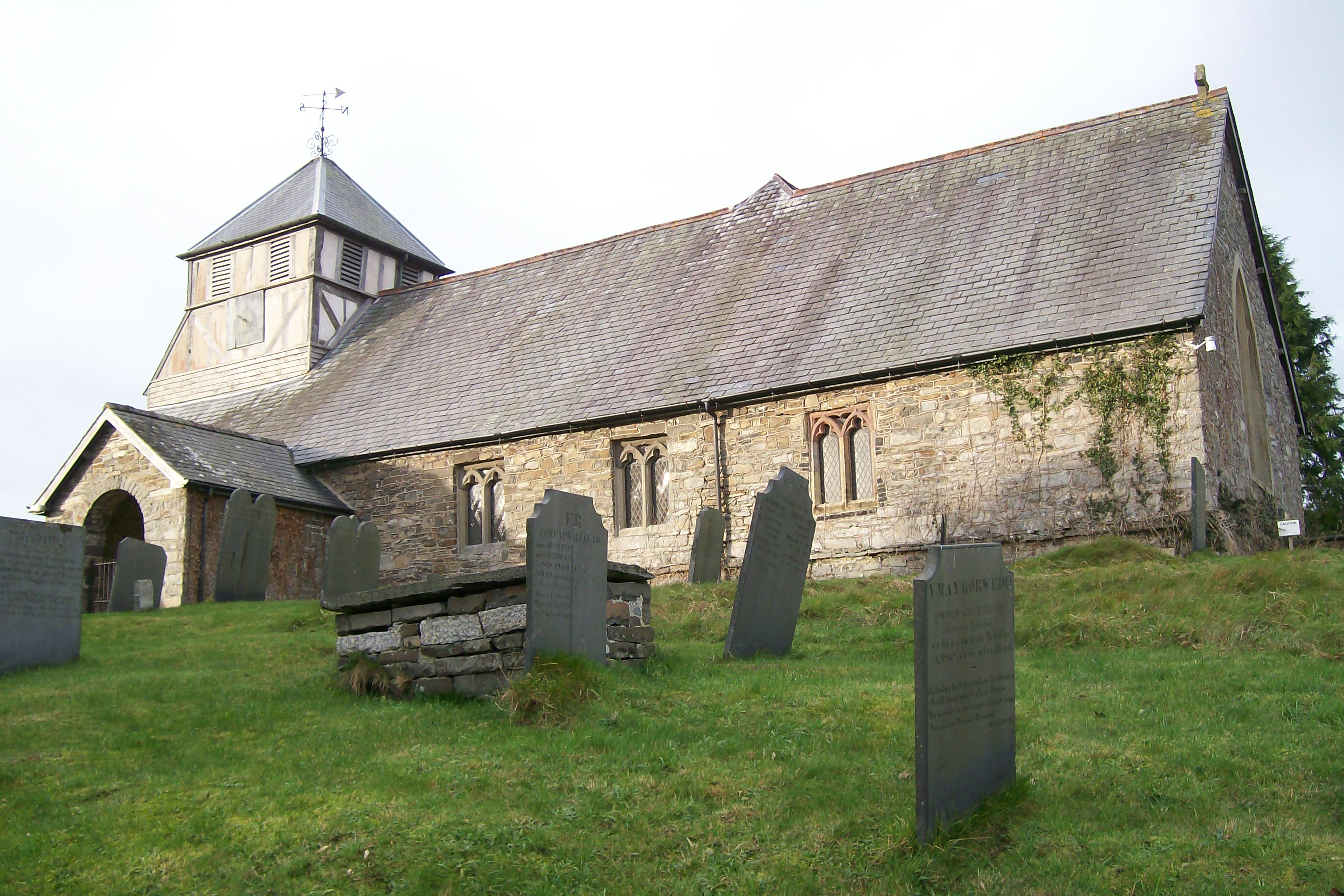
Llanbrynmair ("Església de Santa Maria") a Llan, Powys

Llan (pronúncia gal·lesa: [ɬan]) i les seves variants (lan en bretó; lann en còrnic; lhan en picte) són elements de topònim comuns a les llengües britòniques que actualment es podrien traduir per "parròquia" o "església". En la moderna ortografia gal·lesa, es tracta com a prefix, però antigament s'escrivia de vegades com a partícula separada. El nom (sovint alterat) del sant rellevant o lloc segueix l'element: per exemple "Llanfair" és la parròquia o assentament al voltant de l'església de Santa Mair ("Maria" en gal·lès).
Les diverses formes del mot són cognates amb l'anglès land i lawn i presumiblement al seu inici denotaven un tros de terra expressament aclarit i clos, per bé que aviat varen agafar el sentit de "territori", "país". A la Britànnia post-romana, el mot començà a ser aplicat particularment a la terra santificada ocupada per comunitats de cristians conversos. Forma part del nom de més de 630 llocs a Gal·les i gairebé tots tenen alguna connexió amb algun sant patró local. Aquests eren normalment (tot i que no sempre) els sants fundadors de la parròquia, parents de les famílies dirigents que invadiren Gal·les durant l'alta edat mitjana. El fundador d'un nou llan estava obligat a residir-hi i a menjar només un cop al dia (cada àpat havia de ser un tros de pa i un ou) i a beure només aigua i llet. Això havia de durar quaranta dies, excepte els diumenges, després dels quals la terra es considerava santificada per sempre. El llan típic feia servir o erigia un terraplè circular amb una estacada protectora, envoltat de cabanes de fusta o pedra. Al contrari que a la pràctica saxona, aquests establiments no eren capelles per als senyors locals, sinó per a tribus gairebé separades, inicialment a certa distància de la comunitat seglar. Amb el pas del temps, però, es va fer habitual que les comunitats pròsperes es convertissin o bé en monestirs prohibits als residents laics o bé en comunitats seglars controlades pel senyor local.
Durant la baixa edat mitjana, llan va acabar designant també parròquies senceres, ja fos com a regió eclesiàstica, com a subdivisió d'un cwmwd o com a hundred. Actualment, al Regne Unit "Llan" també es fa servir com a abreviatura per a qualsevol topònim que comenci per «Llan», com ara Llanfairpwllgwyngyllgogerychwyrndrobwllllantysiliogogogoch (població, d'altra banda, que ostenta el rècord del topònim més llarg del Regne Unit i el tercer més llarg del món).

## Etimologia
S'ha relacionat el llan britònic amb el protocelta * lano "ple, reblit", present als nombrosos Mediolanum documentats arreu d'Europa (entre ells, l'actual Milà), amb el significat de «el centre del país», «centre del camp, del territori». Una etimologia alternativa per al terme Mediolanum, proposada a partir de la comparació de lano amb el llatí "planum" (amb la pèrdua de la 'p' inicial típica de les llengües cèltiques), seria «al mig de la plana», per bé que moltes ciutats que duien aquest nom no eren pas al mig de cap plana. El lingüista Xavier Delamarre, considerant la vocació religiosa d'alguns Mediolanum (un tret en comú amb els posteriors llan britans), hi veu el significat de "plenitud" en el sentit religiós, relacionada amb el sentit original del mot, "ple".

## Topònims a Gal·les

### Llocs amb nom de sants
(Pàgines que comencen per «Llan»)
- Llanarmon-yn-Iâl, Denbighshire, Sant Garmon o St. Germà d'Auxerre
- Llanbadarn Fawr, Sant Padarn
- Llanbadrig, Sant Patrici
- Llanbedr, Sant Pere
- Llanberis, Sant Peris
- Llandegla, Santa Tecla
- Llanddarog, Sant Twrog
- Llanddeusant, Anglesey, dos sants: Sant Marcel i Santa Marcel·lina
- Llanddeusant, Carmarthenshire, dos sants: David de Gal·les i Sant Teilo
- Llandeilo, Sant Teilo
- Llandewi, David de Gal·les
- Llandudno, Sant Tudno
- Llandybie, Sant Tybie
- Llandyssil, Sant Tyssil
- Llanedi, Santa Edith
- Llanegwad, Sant Egwad
- Llanellen, Santa Helen
- Llanelli, Sant Elli
- Llanfairpwllgwyngyllgogerychwyrndrobwllllantysiliogogogoch, Santa Maria i Tysilio
- Llanfoist, Sant Fwyst
- Llanfynydd, Església de la muntanya
- Llangadog, Sant Cadoc
- Llangain, Sant Cain
- Llangathen, Sant Cathan
- Llangeler, Sant Celert
- Llangelynnin, Sant Celynin
- Llangennech, Sant Cennych
- Llangennith, Sant Cenydd
- Llangollen, Sant Collen
- Llangolman, Sant Colman
- Llangrannog, Sant Caranog o Carantoc
- Llangunnor, Sant Cynnwr
- Llangyfelach, Sant Cyfelach
- Llanferres, Sant Berres
- Llangyndeyrn, Sant Cyndeyrn
- Llangynllo, Sant Cynllo
- Llangynog, Sant Cynog
- Llangynwyd, Sant Cynwyd
- Llanharan, Sant Aaron
- Llanidloes, Sant Idloes
- Llanilar, Sant Hilary
- Llanismel, Sant Ismael
- Llanllawddog, Sant Llawddog
- Llanmadoc, Sant Madoc
- Llanmartin, Sant Martí
- Llanishen (Llanisien), Sant Isan
- Llannon, Sant Non
- Llanpumsaint, cinc sants: Gwyn, Gwynno, Gwynoro, Ceithio i Celynin
- Llanrhidian, Sant Rhidian
- Llanrwst, Sant Grwst
- Llansadwrn, Sant Sadwrn
- Llansamlet, Sant Samlet
- Llansawel, Sant Sawell
- Llanstephan, Sant Stephen
- Llantrisant, tres sants: Illtud, Gwynno i Dyfodwg
- Llanwenog, Sant Gwenog
- Llanwrda, Sant Cwrda

### Topònims amb connexions religioses que no són sants
- Llandaff, el nom li ve del riu Taff[11]
- Llandrindod, el nom li ve de la Santíssima Trinitat (gal·lès: y Drindod)
- Llanfachraeth, Església de la platgeta
- Llanfaes, 'Església del Camp' de llan + maes (camp)
- Llangefni, el nom li ve del riu Cefni (i coneguda antigament com a Llangyngar, per Sant Cyngar)

### Topònims sense connexions religioses

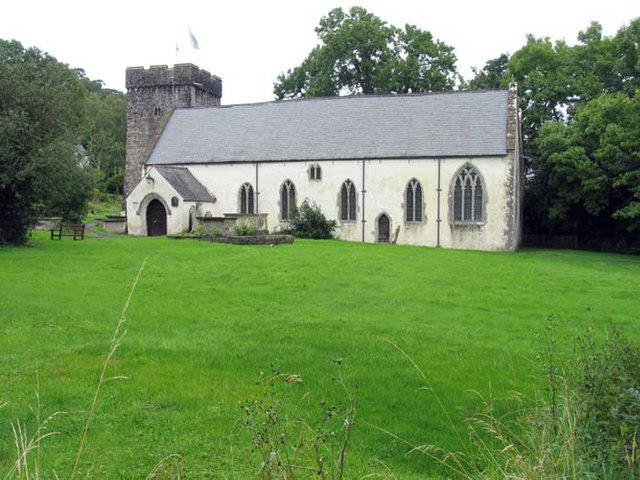
L'església de Sant Cadoc a Llancarfan, Glamorgan

Aquesta llista és incompleta; podeu col·laborar a expandir-la.
- Llan, Montgomeryshire
- Llanbradach, nom evolucionat de Nant Bradach
- Llancarfan, nom evolucionat de Nantcarfan
- Llandarcy, el nom li ve de William Knox D'Arcy
- Llanddulas, el nom li ve del riu Dulas
- Llandovery, corrupció de Llanymddyfri, 'recinte de l'església enmig de les aigües'
- Llaneglwys, Brecknockshire - llan + eglwys (església)
- Llangoedmor a Ceredigion, originàriament Llangoedmawr, Gran Bosc.
- Llanllyfni, Gwynedd - llan al riu Llyfni
- Llanmorlais, nom evolucionat de Glan Morlais
- Llanrhaeadr-ym-Mochnant, Montgomeryshire - llan + rhaeadr (cascada) al cantref de Mochnant
- Llanuwchllyn, Gwynedd - llan + uwch + llyn (llan al llac)
- Llanymawddwy, Gwynedd - llan + yn + Mawddwy (llan al districte de Mawddwy)

### Topònims a comtats de la rodalia de Gal·les
- Lancaut (gal·lès: Llan Cewydd), Gloucestershire
- Llancillo, Herefordshire
- Landican (Birkenhead, Merseyside), Sant Tegan
- Llandinabo, Herefordshire
- Llanfair Waterdine, Shropshire
- Llangarron, Herefordshire
- Llanrothal, Herefordshire
- Llanveynoe, Herefordshire
- Llanwarne, Herefordshire
- Llanymynech, Shropshire
- Llanyblodwel, Shropshire

## Topònims a Cornualla

### Llocs amb nom de sants
- Lannahevran, St Keverne, Sant Achevran
- Lannaled, St Germans, Sant Aled
- Lannanta o Ewni Lananta, Lelant, Sant Anta
- Lannbrobus, Probus, Sant Probus
- Lanndege, Old Kea, Sant Kea
- Lanndewydnek, Landewednack, Sant Gwynnek
- Lanndhylyk, Landulph, Sant Deloc
- Lanndoho, St Kew prop de Wadebridge, Sant Dochou, similar al Llandochau gal·lès
- Lannentenin, St Anthony in Meneage, Sant Antonius
- Lannewa, St Ewe, Sant Ewa
- Lannfyek, Feock, Sant Feoc
- Lanngostentin, Constantine, Sant Constantine
- Lannhernow, Lanherne, Sant Hernow
- Lanngenewyt, Langunnett, Sant Cyneuit
- Lanngorrek o Lanngorrow, Crantock, Sant Goroc
- Lannhydrek, Lanhydrock, Sant Hydrek
- Lannjowan, Leyowne, Sant Joan
- Lannkynhorn o Lanngenhorn, Linkinhorne, Sant Cynhoern
- Lannlivri, Lanlivery, Sant Lyfri
- Lannmoren o Lannvorenn, Lamorran, Sant Morenna o Sant Moren
- Lannoweyn, Cubert, Sant Owein
- Lannreydhek o Lannreydhow, Lanreath, Sant Reydhek o Sant Reydhow
- Lannrigon, Laregan i Lariggan
- Lannrihorn, Ruan Lanihorne, Sant Rihoern
- Lannsalwys, Lansallos, Sant Salwys
- Lannseles, Launcells, Sant Seles
- Lannsiek, St Just a Roseland, Sant Siek
- Lannstevan, Launceston, Sant Stephen
- Lannsulyan, Luxulyan, Sant Sulyan
- Lannudhno, St Erth, Sant Udhno
- Lannunwal, Laninval
- Lannust, St Just a Penwith, Sant Just
- Lannvihal, St Michael Caerhays, Sant Miquel
- Lannvorek, Mevagissey, Sant Morec
- Lannvowsedh, St Mawes, Sant Maudet
- Lannwedhenek, Padstow, Sant Guethenoc
- Lannwenek, Lewannick, Sant Gwenek
- Lannwolesyk, Lellizzick, Sant Gwledic
- Lannworon, Goran, Sant Goron
- Lannystli, Gulval, Sant Ystli

### Topònims amb connexions religioses que no són sants
- Kellilann, Clann, recinte de l'arbreda
- Lannbesow, Lambessow, recinte del bedoll
- Lannbron, Lambourne, recinte del turó
- Lanndreth, St Blazey, recinte religiós vora una platja o embarcador
- Lanneves, Lanivet, recinte religiós de l'arbreda sagrada
- Lanneyst, Laneast, desconegut
- Lanngordhow, Fowey, recinte religiós de la tribu
- Lannmanagh, Lammana, recinte del monjo
- Lannmanagh, Looe Island, recinte del monjo
- Lannpenn, Lampen, recinte del cap
- Lannsans, Lezant, recinte religiós sant
- Lannvab, Mabe, recinte del fill
- Lannvyhan o Ladnvian, Laddenvean, petit recinte religiós
- Lannwydhek, Mylor, recinte religiós boscós
- Seghlan, Sellan, recinte sec

### Topònims sense connexions religioses
- Landrevik, Landrivick, originàriament Hendrevik (grangeta vella)
- Landu, Landue, originàriament Nansdu (mur negre o fosc)
- Landu, Lanjew (Withiel), originàriament Lendu (tros negre o fosc)
- Landuwy, Lantewey, originàriament Nantduwey (vall del riu Dewey)
- Lannestek, Lanescot, originàriament Lysnestek (pati d'en Nestoc)
- Langarth, Langarth, originàriament Lenangath (el tros del gat)
- Langover, Langore, originàriament Nansgover (vall del rierol)
- Lanjergh, Lanjeth, originàriament Nansyergh (vall del cabirol)
- Lanjiogh, Lanjew (Kea), originàriament Nanskiogh (vall del rierol)
- Lankarrow, Lancarrow, originàriament Nanskarrow (vall del cérvol)
- Lanlegh, Lanteague, originàriament Nanslegh (vall de la llosa)
- Lanlowarn, Lanlawren, originàriament Nanslowarn (vall de la guineu)
- Lanmelin, Lamellion, originàriament Nansmelin (vall del molí)
- Lanmelin, Lamellyn, originàriament Nansmelin (vall del molí)
- Lanmorek, Lamorick, originàriament Nansmorek (vall de Moroc)
- Lanmornow, Lamorna, originàriament Nansmornow (vall d'un rierol anomenat Morno)
- Lannergh, Lanarth, clariana
- Lannergh, Landrake, clariana
- Lannergh, Lannarth, clariana
- Lannergh, Lanner, clariana
- Lannergh, Larrick, clariana
- Lannergh, Larrick (South Petherwin), clariana
- Lannergh, Muchlarnick, clariana
- Lansewigy, Lanseague, originàriament Nansewigy (vall de la cerva)
- Lanteglos, Lanteglos-by-Camelford, originàriament Nanteglos (vall de l'església)
- Lanteglos, Lanteglos-by-Fowey, originàriament Nanteglos (vall de l'església)
- Lantlogh, Landlooe, originàriament Nantlogh (vall del riu Looe)
- Lantollek, Lantallack, originàriament Nanstollek (vall buidada)
- Lantyvet, Lantivet, originàriament Nantyvet (vall cultivada)
- Lantyeyn, Lantyan, originàriament Nantyeyn (vall freda)
- Lanyeyn, Lanyon, originàriament Lynyeyn (bassa freda)
- Lanyeyn, Lanyon (Gwinear), el nom li ve de la família Lanyon de Lynyeyn (bassa freda)

### Topònims a la rodalia de Cornualla
- Landkey (prop de Barnstaple, Devon), Sant Kea

## Topònims a Bretanya

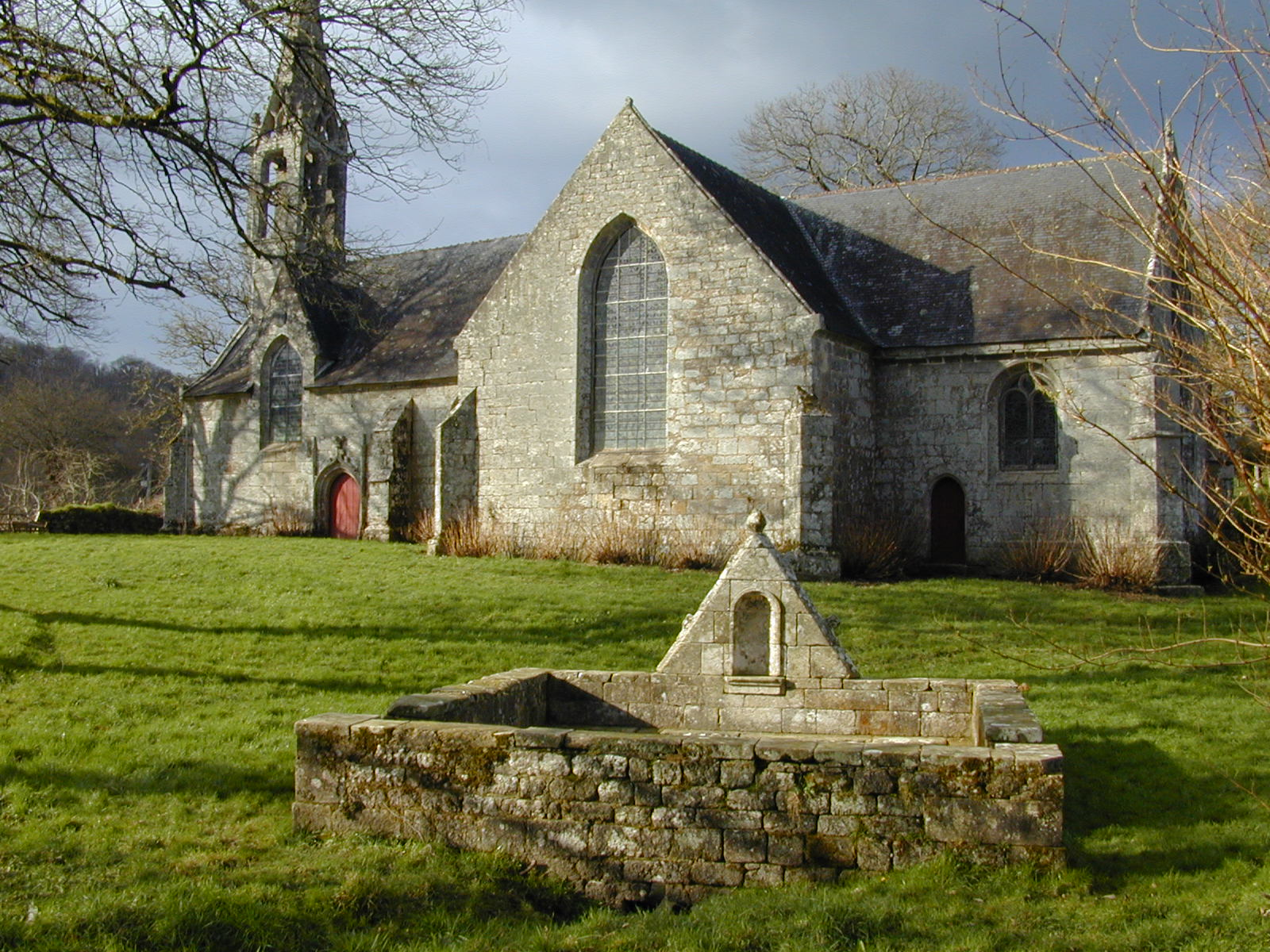
Capella de Sant Urlo a Lannejenn

- Lampaul-Guimiliau (bretó: Lambaol-Gwimilio), Sant Paul
- Landerneau (bretó: Landerne), Sant Ténénan
- Langolen (bretó: Langolen), Sant Collen
- Landeleau (bretó: Landelo), Sant Teilo
- Landoac (bretó: Landoac), Sant Doac
- Lanildut (bretó: Lannildud), Illtud
- Lannédern (bretó: Lannedern), Sant Edern
- Landévennec (bretó: Landevenneg), Winwaloe
- Landivisiau (bretó: Landivizio), Sant Gwisiau
- Landudal (bretó: Landudal), Tudwal
- Lanhouarneau (bretó: Lanhouarne), Sant Hervé
- Landévant (bretó: Landevant), Sant Tevant
- Landudec (bretó: Landudeg), Sant Tadec
- Landunvez (bretó: Landunvez), Sainte Tunvez
- Langoëlan (bretó: Lanwelan), Sant Gouelan
- Languidic (bretó: Langedig), Sant Cynedd
- Landéda (bretó: Landeda), Sant Tédia o Sant Tydeu
- Landujan (bretó: Landujan), Sant Tudin (Tudwal)
- Langast (bretó: Lanwal), Sant Gal
- Langourla (bretó: Langourlae), Sant Gourlae
- Langrolay-sur-Rance (bretó: Langorlae), Sant Gourlae
- Languenan (bretó: Langenan), Sant Kenan
- Langonnet (bretó: Langoned), Sant Konoed (Saint Cynwyd)
- Lanmodez (bretó: Lanvaodez), Sant Maudez
- Landrévarzec (bretó: Landrevarzeg), Sant Harzheg
- Lanarvily (bretó: Lannarvili), Sant Haeruili
- Lanvénégen (bretó: Lannejenn), Sant Menegean
- Lanvollon (bretó: Lannolon), Sant Volon
- Landaul (bretó: Landaol), (potser Sant Teilo)
- Landébia (bretó: Landebiav), Sant Tebiav
- Lannéanou (bretó: Lanneanoù), Sant Leanou
- La Harmoye (bretó: Lanhervoed), Sant Harmoël
- La Landec (bretó: Lannandeg), Sant Deg
- Landéhen (bretó: Landehen), Sant Guéhen
- La Méaugon (bretó: Lanvealgon), Sant Algon
- Lancieux (bretó: Lanseeg), Sant Séoc (o Sieu)
- Langueux (bretó: Langaeg), Sant Guéthénoc
- Lanhélin (bretó: Lanhelen), Sant Helen
- Laniscat (bretó: Lanniskad), Sant Escat
- Lanneuffret (bretó: Lanneured), Sant Gwévret
- Saint-Urbain (bretó: Lannurvan), Sant Urvan
- Lannion (bretó: Lannuon)
- Landebaëron (bretó: Landebaeron)
- La Malhoure (bretó: Lanvelor)
- La Nouaye (bretó: Lanwaz)
- Lanrigan (bretó: Lanrigan), Sant Rigan
- Lanrivoaré (bretó: Lanriware), Sant Riware
- La Vraie-Croix (bretó: Langroez)
- Lanfains (bretó: Lanfeun), El nom de Lanfains ve del bretó « lann » (ermita) i, sembla, del llatí « fanum » (temple). Lanfains era a la frontera lingüística entre el gal·ló i el bretó.
- Langan
- Langon (bretó: Landegon)
- Languédias (bretó: Langadiarn), Sant Catihern
- Lanmérin (bretó: Lanvilin), Sant Mérin (Sant Vilin en bretó)
- Lannebert (bretó: Lannebeur), Sant Eber
- Lanvellec (bretó: Lanvaeleg), Sant Maeleg
- Lanvéoc (bretó: Lañveog), Sant Maeoc
- Laurenan (bretó: Lanreunan), Sant Ronan

## Topònims a Cúmbria
El cúmbric es va parlar a Cúmbria i a zones de Hen Ogledd fins a l'alta edat mitjana i per tant, alguns topònims a Cumbria i els comtats del voltant tenen origen britònic.
- Lamplugh (Cúmbria), Sant Moloch (el segont element '-plugh' s'ha explicat com a equivalent al gal·lès plwyf 'parròquia' o blwch 'descobert, nu')
- Lanercost Priory (Cúmbria). El nom "Lanercost" deriva de llanerch, un mot britònic o gaèlic amb el significat de clariana.[12]

### Topònims a la rodalia de Cúmbria
- Lampert (Northumberland), també escrit Lampart. El segon element s'ha explicat com a equivalent al gal·lès perth, 'bardissa, matoll'.[13]

## Topònims a Escòcia
Alguns topònims a Escòcia tenen elements pictes i cúmbrics com ara Aber i Lhan que són cognats amb altres llengües britòniques com el gal·lès.
- Lhanbryde (gaèlic: Lann Brìghde), Santa Brígida (el topònim apareix per primer cop a Lamanbride el 1215, i la l'escriptura moderna tipus gal·lesa és probablement una innovació del segle XIX)
- Longannet, un poble a Fife, ocupat per una central elèctrica ara en desús. El nom probablement significava "antic recinte de l'església".[14]
- Lumphinnans (gaèlic: Lann Fhìonain) a Fife. El nom vol dir 'Cementiri d'en Fhìonain'.
- Lumphanan, un poble a Aberdeenshire. La seva etimologia és idèntica a la de Lumphinnans acabada d'esmenar, amb el qual comparteix un nom gaèlic.
- Lindores, poble de Fife. Se suposa que el nom va significar 'Església vora l'aigua'.

## A la ficció
- Al fulletó de llarga durada nord-americà One Life to Live hi hapareix una fictícia Llanview, Pennsylvania, situada als afores de la ciutat de Filadèlfia. En l'univers de ficció del fulletó, Llanview és la seu del comtat de Llantano. També s'hi situa una important finca històrica, Llanfair.